# OC Vannes
Vannes Olympique Club (bzw. auf Bretonisch Gwened Olimpek Klub) ist ein französischer Fußballverein aus Vannes, der Hauptstadt des französischen Départements Morbihan in der Bretagne.
Er entstand 1998 durch Fusion zweier Klubs, Véloce Vannes und FC Vannes (schon 1892 gegründet), und ist zügig bis in die zweithöchste französische Spielklasse aufgestiegen.
Die Vereinsfarben sind Schwarz und Weiß; die Ligamannschaft spielt im Stade de la Rabine, das eine Kapazität von 9.500 Plätzen aufweist.

## Ligazugehörigkeit
2008 stieg er erstmals in die Ligue 2 auf und musste somit, gleichfalls zum ersten Mal, Profistatus annehmen. Mittlerweile (2014) tritt Vannes nur noch in einer regionalen Amateurspielklasse an.

## Erfolge
- Französischer Pokalsieger: Viertelfinalist 2006/07
- Ligapokal: Finalist 2009

## Bekannte Spieler in Vergangenheit und Gegenwart
- Didier Drogba wurde als Jugendlicher beim OC ausgebildet
- Stéphane Auvray spielte von 2004 bis 2009 beim OC und bestritt 144 Ligaspiele